# ألبرت س. بيكر
ألبرت س. بيكر (بالإنجليزية: Albert C. Baker)‏ هو محامي وقاضي أمريكي، ولد في 15 فبراير 1845 في Girard, Alabama ‏ في الولايات المتحدة، وتوفي في 31 أغسطس 1921 في لوس أنجلوس في الولايات المتحدة.